# Tectarchus huttoni
Tectarchus huttoni is een wandelende tak uit de familie Phasmatidae. De wetenschappelijke naam van deze soort is voor het eerst voorgesteld als Pachymorpha huttoni door Carl Brunner von Wattenwyl in een publicatie uit 1907.
De soort komt alleen in Nieuw-Zeeland voor.